# .sl
.sL е интернет домейн от първо ниво за Сиера Леоне. Представен е през 1997 г. Администрира се от AFcom.

## Домейни от второ ниво
- .com.sl
- .net.sl
- .org.sl
- .edu.sl
- .gov.sl